# Корнеј
Корнеј (фр. Corneuil) насеље је и општина у северној Француској у региону Горња Нормандија, у департману Ер која припада префектури Евре.
По подацима из 2011. године у општини је живело 502 становника, а густина насељености је износила 44,39 становника/km². Општина се простире на површини од 11,31 km². Налази се на средњој надморској висини од 159 метара (максималној 159 m, а минималној 141 m).

## Демографија
| 1962. | 1968. | 1975. | 1982. | 1990. | 1999. | 2011. |
| ----- | ----- | ----- | ----- | ----- | ----- | ----- |
| 194   | 224   | 243   | 302   | 351   | 385   | 502   |

График промене броја становника у току последњих година